# 黄鶴
黄鶴（こう かく）は中華人民共和国のアナウンサー、タレント。NHK「中国語会話」アシスタント。

## 人物・来歴
中華人民共和国吉林省出身。浙江省マスコミ学院アナウンス学科卒業後、現地の放送局でアナウンサーとして活躍した。
2001年来日。中国語学校の教師などを経て、2006年度より、京劇俳優の盧思に替わり、「中国語会話」アシスタントとなった。歴代のアシスタントに比べ、背が高くスタイルの良さが際立っており、胸を強調した衣装とショートヘアから一部で萌えの対象となっている。月刊のCD付き中国語学習雑誌「聴く中国語」（日中通信社）の女性の声を担当。
日本語学校を経て、2007年東洋大学経済学部国際経済学科卒業。2009年に一橋大学大学院経済学研究科応用経済学専攻修士課程を修了し、パナソニック電工（現パナソニック）入社。

## メディア活動歴
- 「中国語会話」アシスタント（NHK教育テレビ、2006年度、2007年度）
- 「月刊聴く中国語」教材CD吹き込み（日中通信社刊）

## 論文
- 「中国銀行業の経営構造 : 確率的費用関数による4大国有銀行と株式制商業銀行の比較分析」（共著）2009年5月